# GIB Group
De GIB Group (Grand Bazar, Inno(vation), Bon Marché) was het grootste Belgische conglomeraat detailhandelszaken, met winkelketens in verschillende Europese landen. De groep was actief in verschillende marktsegmenten: supermarkten en hypermarkten, doe-het-zelfzaken, restaurants, speciaalzaken en speelgoedwinkels. De distributiereus stelde meer dan 50.000 mensen te werk (inclusief kaderpersoneel en franchisenemers). In 1998 bedroeg het verkoopcijfer 264 miljard Belgische frank (circa 9 miljard Euro). De groep bestond van 1973 tot 2002. De groep was een dochteronderneming van het bedrijf Compagnie Belge de Participations Paribas S.A. (Cobepa).
Enkele ondernemingen binnen de groep waren: Maxi & Super GB, Super GB Partner, Club, Brico, GIB Immo, Inno, Quick (België, Frankrijk, Nederland en Luxemburg), Auto 5, Lunch Garden, Nopri, Christiaensen, Unic. Het is door het bestaan van deze groep dat er nu nog steeds vaak vestigingen van Brico, Carrefour, Auto 5, Lunch Garden en Quick (soms ook Burger King welke vroeger een Quick was) op hetzelfde terrein te vinden zijn. In 1987 kocht GIB Group de toenmalige keten Sarma-Nopri van de Amerikaanse warenhuisketen J.C. Penney.
In 2000 werden alle GB- en Unic-grootwarenhuizen verkocht aan Carrefour en in 2001 werden de Inno-winkels verkocht aan Galeria Kaufhof. In 2002 werd de laatste grote keten, Brico, verkocht aan Vendex.
In de loop van 2002 waren de andere handelsnamen verkocht en werd de groep ontbonden.